# 7月22日
7月22日（しちがつにじゅうににち）は、グレゴリオ暦で年始から203日目（閏年では204日目）にあたり、年末まであと162日である。

## できごと
- 1099年 - 第1回十字軍: 十字軍の指導者ゴドフロワ・ド・ブイヨンが「聖墳墓教会の守護者」（実質的な初代エルサレム王）に任ぜられる。
- 1298年 - 第一次スコットランド独立戦争: フォルカークの戦い。
- 1490年（延徳2年7月5日） - 足利義材が室町幕府第10代将軍に就任。
- 1587年 - ウォルター・ローリーによって派遣されたロアノーク植民地の第二次開拓団がロアノーク島に上陸。
- 1610年（慶長15年6月3日） - 加藤清正が名古屋城天守周辺を普請する[1]。
- 1795年 - フランス革命戦争: フランスとスペインの間で第二次バーゼルの和約が締結され講和が成立する。
- 1802年 - ベトナムの阮福映（嘉隆帝）がハノイを攻略して西山朝を滅ぼし、新王朝阮朝を開く。
- 1805年 - ナポレオン戦争: フィニステレ岬の海戦。
- 1812年 - 半島戦争: サラマンカの戦い。
- 1864年 - 南北戦争: アトランタの戦い。
- 1878年 - 太政官布告第17号として郡区町村編制法などの地方三新法が制定。それまでの大区小区制に代わり郡区町村が設置される。
- 1892年 - 台風接近に伴う集中豪雨で、岡山県旭川で堤防が決壊。長期間にわたる冠水と塩害で、下流域では稲の収穫ができなくなるという被害を受けた[2]。
- 1894年 - パリ・ルーアン間でフランス最初の自動車競走開催。
- 1896年 - 横田切れ: 新潟県で信濃川の堤防が決壊、水害により被害面積18,000ヘクタール、床下床上浸水43,600戸の被害。
- 1910年 - 大阪商船の大連発の鉄嶺丸が出航直後の竹島燈台附近で沈没。死者200人以上。
- 1912年 - 5月5日から開催されていた第5回夏季オリンピック・ストックホルム大会が閉幕。
- 1916年 - ムーニー事件。サンフランシスコで行われたデモで官憲の謀略により爆裂弾が破裂し9人死亡。犯人として労働運動の指導者トマス・ムーニーらが逮捕される。
- 1917年 - 第一次世界大戦: シャム（現在のタイ）がドイツ帝国およびオーストリア＝ハンガリー帝国に宣戦布告。
- 1921年 - 第3次リーフ戦争: アンワールの戦いでスペイン軍がリーフ共和国軍に敗退。
- 1928年 - 鈴木茂三郎らが無産政党・無産大衆党を結成。
- 1933年 - アメリカの飛行家ウィリー・ポスト、世界初の単独世界一周飛行に成功。7日間19時間45分の記録が打ち立てられる。
- 1934年 - FBIから「社会の敵ナンバーワン」に指名されていたジョン・デリンジャーがFBI捜査官により射殺される。
- 1940年 - 米内内閣総辞職に伴い、近衛文麿が第38代内閣総理大臣に就任し、第2次近衛内閣が成立。基本国策要綱閣議決定、日独伊三国軍事同盟と日ソ中立条約の締結、大政翼賛会の結成などを行った。
- 1943年 - ハスキー作戦: アメリカ軍がイタリアのパレルモに進軍した[3]。
- 1944年 - 小磯國昭が第41代内閣総理大臣に就任し、小磯内閣が成立。
- 1944年 - 米ニューハンプシャー州ブレトン・ウッズにおいて開かれていた連合国金融通貨会議においてブレトン・ウッズ協定が締結される。
- 1944年 - ポーランド亡命政府に対抗して、ソ連の支援によりポーランド国民解放委員会（ルブリン政府）が結成される。
- 1946年 - エルサレムでキング・デイヴィド・ホテル爆破事件が起こる。
- 1947年 - インドの国旗が制定される。
- 1947年 - Ａクラスの戦犯銅像と決まった東京神田の広瀬中佐と杉野兵曹長の銅像が、撤去される。
- 1951年 - ソ連がロケットで2頭の野良犬を打ち上げ。2頭は史上初めて大気圏外に出た宇宙犬になる[4]。
- 1952年 - 上野動物園の職員が同行してサイ（日本で初お目見え）・カバ・キリンなどを乗せたオランダ船が、ケニアから横浜港に到着。
- 1954年 - キャセイ・パシフィック航空機撃墜事件。
- 1962年 - マリナー計画: アメリカで惑星探査機「マリナー1号」が打ち上げられたが打上げは失敗した。
- 1968年 - 滋賀県・三重県の県境の鈴鹿山脈一帯からなる鈴鹿国定公園が指定される。
- 1969年 - スペイン総統フランコが元スペイン国王アルフォンソ13世の孫フアン・カルロスを、将来のスペイン王にする法律をコルテス（議会）に提示する。
- 1971年 - 熊本県で集中豪雨。小川町内で砂川が氾濫して2戸が流出。死者6人[5]。
- 1972年 - 鳥取県境港市と島根県松江市を結ぶ境水道大橋（おさかな大橋）が開通。
- 1974年 - 埼玉県熊谷市と比企郡滑川町に国営武蔵丘陵森林公園が開園。
- 1974年 - 大阪市において区の増設が行われ、22区制から26区制となった。対象となったのは東淀川区、城東区、東住吉区、住吉区の四区で、東淀川区から淀川区、城東区から鶴見区、東住吉区から平野区、住吉区から住之江区がそれぞれ分区した。
- 1974年 - 横綱審議委員会が大関北の湖を横綱に推挙することを決め、21歳2箇月の史上最年少横綱が誕生することとなった。
- 1986年 - 第3次中曽根内閣成立。
- 1993年 - 自民党分裂と総選挙敗北の責任をとり宮澤喜一首相が退陣を表明。
- 1993年 - 金丸信（元自民党副総裁）の脱税事件の初公判が東京地裁で開かれ、金丸元副総裁は無罪を主張[6]。
- 1995年 - 東住吉冤罪事件: 大阪市東住吉区の住宅で火災が発生し、11歳の少女が死亡する事故が発生。少女の母親が放火殺人罪で2006年に有罪判決を受けるが、2016年8月10日、再審無罪となる[7][8]。
- 1996年 - Yahoo!ニュースのサービスが開始[9]。
- 1999年 - 中華人民共和国政府が法輪功を全面禁止。
- 2000年 - 八掌渓事件。
- 2003年 - イラク戦争: イラクのモスルでサッダーム・フセイン前イラク大統領の息子、ウダイとクサイがアメリカ軍との銃撃戦の末に射殺される。
- 2006年 - 京浜急行電鉄横浜駅に上大岡・横須賀中央方面専用の新ホームが完成し、上下線の乗降が分離される。
- 2007年 - フランス東部グルノーブル近郊の山道で、ポーランド人巡礼者ら60人を乗せたバスが川のほとりに転落し炎上、26人が死亡した[10]。
- 2008年 - 八王子通り魔事件。
- 2009年 - 2009年7月22日の日食。日本各地、中華人民共和国、インド、太平洋の島で皆既日食を観測。
- 2009年 - Microsoft Windows 7の開発が完了。
- 2011年 - ノルウェーのオスロとウトヤ島で連続テロが起こり、77名が犠牲となる。（ノルウェー連続テロ事件）
- 2012年 - KDDIおよび沖縄セルラー電話(各au)の周波数再編に伴い、日本における第二世代携帯電話の全サービスが終了。
- 2018年 - アフガニスタンの首都カブールの空港で、副大統を狙った自爆テロと思われる爆発があり、11人が死亡、14人が負傷した[11]。

## 誕生日

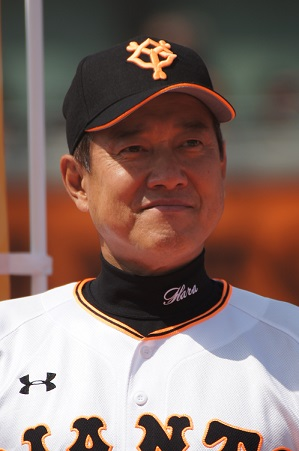
元プロ野球選手・監督、原辰徳(1958-)誕生。

- 1510年 - アレッサンドロ・デ・メディチ、フィレンツェ公爵（+ 1537年）
- 1622年 - シャフツベリ伯爵アントニー・アシュリー＝クーパー、政治家（+ 1683年）
- 1705年（宝永2年6月2日） - 徳川宗勝、尾張藩の第8代藩主（+ 1761年）
- 1784年 - フリードリヒ・ヴィルヘルム・ベッセル、数学者、天文学者（+ 1846年）
- 1805年（文化2年6月26日） - 池田仲律、鹿奴藩の第8代藩主（+ 1850年）
- 1808年（文化5年6月29日） - 加藤明邦、水口藩の第8代藩主（+ 1856年）
- 1817年（文化14年6月9日） - 秋月種殷、高鍋藩の第10代藩主（+ 1874年）
- 1827年（文政2年6月29日） - 永井直輝、高槻藩の第11代藩主（+ 1874年）
- 1831年（天保2年6月14日） - 孝明天皇、第121代天皇（+ 1867年）
- 1849年 - ゲザ・ジチー、作曲家、ピアニスト（+ 1924年）
- 1850年（嘉永3年6月14日） - 松平忠礼、上田藩の第7代藩主（+ 1895年）
- 1855年 - 塚田清市、陸軍軍人（+ 1934年）
- 1856年（安政3年6月21日） - 浅井忠、洋画家、教育者（+ 1907年）
- 1857年 - ジャック・グラスコック、元プロ野球選手（+ 1947年）
- 1867年 - 大澤三之助、建築家（+ 1945年）
- 1878年 - リュシアン・フェーヴル、歴史学者（+ 1956年）
- 1882年 - エドワード・ホッパー、画家（+ 1967年）
- 1887年 - グスタフ・ヘルツ、物理学者（+ 1975年）
- 1889年 - 青山杉作、俳優、演出家、映画監督（+ 1956年）
- 1892年 - 三宅周太郎、演劇評論家（+ 1967年）
- 1892年 - アルトゥル・ザイス＝インクヴァルト、政治家（+ 1946年）
- 1893年 - ジェシー・ヘインズ、元プロ野球選手（+ 1978年）
- 1895年 - ハンス・ロスバウト、指揮者（+ 1962年）
- 1898年 - アレクサンダー・カルダー、彫刻家（+ 1976年）
- 1902年 - フィリップ・ヘンリー・キューネン、地質学者（+ 1976年）
- 1904年 - ドナルド・ヘッブ、心理学者（+ 1985年）
- 1904年 - 山本直忠、作曲家、指揮者（+ 1965年）
- 1907年 - 江田三郎、政治家（+ 1977年）
- 1917年 - 浜口庫之助、作曲家（+ 1990年）
- 1920年 - 浦太郎、数学者（+ 2017年）
- 1925年 - 有馬昌彦、俳優（+ 1991年）
- 1927年 - 日下章、元プロ野球選手（+ 2004年）
- 1929年 - 古川麒一郎、天文学者（+ 2016年）
- 1932年 - 山際永三、映画監督、演出家、評論家、元石井輝男プロダクション代表（+ 2024年）
- 1936年 - 中原ひとみ、女優
- 1936年 - 中村敏行、元プロ野球選手（+ 1979年）
- 1937年 - 一色俊作、高校野球指導者（+ 2013年）
- 1938年 - 福田雅章、法学者
- 1938年 - 山本一義、元プロ野球選手（+ 2016年）
- 1939年 - テレンス・スタンプ、俳優
- 1941年 - ジョージ・クリントン、ミュージシャン
- 1941年 - ロン・ターコット、騎手
- 1942年 - 安西水丸、イラストレーター、漫画家（+ 2014年）
- 1943年 - 江本勝、経営者（+ 2014年）
- 1946年 - 荒井洸子、女優、声優
- 1946年 - 岡林信康、シンガーソングライター
- 1946年 - 木村茂光、歴史学者、東京学芸大学名誉教授
- 1946年 - 村越稔、元プロ野球選手
- 1947年 - 江本孟紀、元プロ野球選手、元政治家
- 1947年 - ドン・ヘンリー、ミュージシャン
- 1948年 - 田母神俊雄、軍事評論家
- 1949年 - 高杉俊介、俳優、歌手
- 1949年 - アラン・メンケン、映画作曲家
- 1950年 - 種橋潤治、銀行家、元三重銀行頭取
- 1951年 - 井上文彦、声優、俳優
- 1952年 - 三宅峰三郎、実業家、元キユーピー社長
- 1953年 - 藤原優、元ラグビー選手
- 1953年 - 水谷啓昭、元プロ野球選手
- 1954年 - 今枝良三、土木技術者、実業家、前田道路社長
- 1954年 - 玉龍大蔵、元大相撲小結
- 1954年 - モヒカーノ関、ピアニスト（+ 2013年）
- 1955年 - 田窪一世、俳優
- 1956年 - 永山耕三、テレビドラマディレクター、映画監督
- 1957年 - 渡部高志、アニメーター、アニメ演出家・監督・作画監督
- 1957年 - 柳家海舟、落語家
- 1958年 - 原辰徳、元プロ野球選手、監督
- 1958年 - イヴァ・ビトヴァ、音楽家
- 1959年 - 森公美子、オペラ歌手、タレント
- 1959年 - 三浦康晴、元俳優
- 1959年 - ピーター・カルザース、フィギュアスケート選手
- 1960年 - 船木浩行、俳優、声優、タレント、ミュージシャン
- 1961年 - 松本秀夫、アナウンサー
- 1962年 - 樹林伸、漫画原作者、小説家、脚本家
- 1963年 - 高橋ミチ、テディベアアーティスト、アートプロデューサー、アートディレクター、ソフトスカルプター©
- 1963年 - 只隈伸也、元大東文化大学陸上部監督
- 1963年 - デニー・ゴンザレス、元プロ野球選手
- 1964年 - 内村光良、お笑いタレント、俳優、映画監督（ウッチャンナンチャン）
- 1964年 - 藤本修二、元プロ野球選手
- 1964年 - アダム・ゴドリー、俳優
- 1965年 - 渡辺典子、女優、歌手
- 1965年 - ゆきじ、声優
- 1965年 - 津村まこと、声優
- 1965年 - 中舘英二、元騎手
- 1965年 - ショーン・マイケルズ、プロレスラー
- 1966年 - 兼元謙任、実業家
- 1967年 - 水津邦治、アナウンサー
- 1968年 - 工藤孝裕、アクション俳優
- 1968年 - 岩崎夏海、放送作家、小説家
- 1968年 - 薬師寺保栄、元プロボクサー、タレント、俳優
- 1968年 - 福田健吾、プロボクサー
- 1969年 - 藤井恒久、元アナウンサー
- 1970年 - 林光樹、音楽プロデューサー、実業家、元俳優
- 1970年 - 余湖裕輝、漫画家
- 1970年 - 新妻秀規、政治家
- 1970年 - 橋本博明、官僚、政治家、広島県山県郡安芸太田町長
- 1971年 - 紺野直幸、キャラクターデザイナー
- 1971年 - 加藤義久、アナウンサー
- 1971年 - 松倉義明、元プロボクサー
- 1971年 - カズ有沢、元プロボクサー
- 1971年 - コウジ有沢、元プロボクサー
- 1971年 - アダム・クーパー、バレエダンサー
- 1972年 - 伊藤利尋、フジテレビアナウンサー
- 1972年 - お〜い!久馬、お笑いタレント（ザ・プラン9）、脚本家
- 1973年 - 春野恵子、浪曲師、タレント
- 1973年 - 大本海図、漫画家、イラストレーター
- 1973年 - 斉藤肇、元プロ野球選手
- 1973年 - 鮫島秀旗、元プロ野球選手
- 1973年 - マイク・スウィーニー、元プロ野球選手
- 1975年 - 三宅大志、漫画家
- 1975年 - 藤本祐介、格闘家
- 1975年 - スコット・シールズ、元プロ野球選手
- 1976年 - KOKIA、歌手
- 1976年 - ケネス徳田、プロ雀士
- 1976年 - アブドーラ・小林、プロレスラー
- 1977年 - ライアン・ボーグルソン、元プロ野球選手
- 1978年 - 長谷川京子、女優、タレント
- 1978年 - 小郷知子、NHKアナウンサー
- 1978年 - 松宮麻衣子、元タレント
- 1978年 - 千代綾香、元リポーター
- 1979年 - 岩崎太整、ミュージシャン、作曲家、劇伴作家
- 1979年 - ヤデル・マルティ、元プロ野球選手
- 1979年 - フアン・ウリーベ、元プロ野球選手
- 1980年 - 目黒泉、声優、ナレーター
- 1980年 - 水鳥寿思、体操競技選手
- 1980年 - 朝長孝介、元バレーボール選手
- 1980年 - スコット・ディクソン、レーサー
- 1980年 - ディルク・カイト、元サッカー選手
- 1981年 - 季子、歌手、声優
- 1981年 - 澁谷良子、タレント
- 1981年 - エンヘル・チャベス、元プロ野球選手
- 1981年 - 星ひとみ、作家、元タレント
- 1981年 - カーティス・ハッセイ、プロレスラー
- 1981年 - 笑福亭喬介、落語家
- 1982年 - こにわ、お笑いタレント
- 1982年 - 吉原馬雀、落語家
- 1982年 - 三輪洋雄、アナウンサー
- 1982年 - 上野由岐子、ソフトボール選手
- 1982年 - 田代有三、元サッカー選手
- 1982年 - トリスタン・クロフォード、プロ野球選手
- 1983年 - 中丸シオン、女優（+ 2022年）
- 1983年 - 堀内くみ子、アナウンサー
- 1984年 - スチュワート・ダウニング、サッカー選手
- 1984年 - 松本美千穂、女優
- 1984年 - 芹澤みづき、女優、歌手
- 1984年 - フリスティナ・ヴァシレヴァ、フィギュアスケート選手
- 1985年 - 酒井良太、俳優
- 1985年 - まりゑ、女優
- 1985年 - イ・ドンフィ、俳優
- 1986年 - 末永遥、タレント
- 1986年 - 邑野みあ、元女優
- 1987年 - 武藤好貴、元プロ野球選手
- 1988年 - 千家典子、元皇族、高円宮家の次女
- 1988年 - 吉高由里子、女優
- 1988年 - 伊藤百合南、グラビアアイドル
- 1988年 - 保泉沙耶、女優
- 1988年 - 小豆畑眞也、元プロ野球選手
- 1988年 - 亜生、お笑いタレント（ミキ）
- 1988年 - ウィリアム・ビュイック、騎手
- 1989年 - 竹下恭平、俳優
- 1989年 - 真朝ユヅキ、小説家
- 1989年 - 浦野博司、元プロ野球選手
- 1989年 - 須田健太、元野球選手
- 1989年 - 新井純平、元サッカー選手
- 1990年 - 西田望見、声優
- 1990年 - 水川かたまり、お笑いタレント（空気階段）
- 1990年 - 秋吉翔太、プロゴルファー
- 1990年 - 吉川ウィリアム、元サッカー選手
- 1991年 - 稲森寿世、ファッションモデル、歌手
- 1991年 - 伊藤優詩、囲碁棋士
- 1991年 - ジェイク・バレット、プロ野球選手
- 1992年 - 戸塚純貴、俳優
- 1992年 - コムアイ、歌手（元水曜日のカンパネラ）
- 1992年 - 石原幸治、サッカー選手
- 1992年 - 仁藤萌乃、元タレント（元AKB48）
- 1992年 - 三ツ間卓也、元プロ野球選手
- 1992年 - セレーナ・ゴメス、女優、歌手
- 1993年 - 長与梨加、女優
- 1993年 - 高橋紫微、フルート奏者、アイドル
- 1993年 - 仲村美涼、琉球放送アナウンサー
- 1993年 - 佐藤祥、サッカー選手
- 1993年 - 森夏美、元アナウンサー
- 1994年 - 三輪翔志、俳優
- 1994年 - 佐伯伊織、声優、歌手
- 1994年 - 吉原雅斗、タレント、俳優（BOYS AND MEN）
- 1995年 - 神田穣、俳優
- 1995年 - 垣村玲那、アイドル（元綺星★フィオレナード）
- 1996年 - 須藤蓮、俳優
- 1996年 - スカイラー・ギソンド、俳優
- 1997年 - 高野洸、俳優（元Dream5）
- 1997年 - 吹ヶ徳喜、サッカー選手
- 1998年 - 趙嘉敏、アイドル（SNH48）
- 1998年 - 佐久本宝、俳優
- 1998年 - 松岡瑠夢、サッカー選手
- 1998年 - マルク・ククレジャ、サッカー選手
- 1998年 - フェデリコ・バルベルデ、サッカー選手
- 1999年 - 鈴木仁、俳優、モデル
- 1999年 - 岸本理沙、アナウンサー
- 2000年 - 髙橋果鈴、女優
- 2000年 - 武藤小麟、アイドル（AKB48）
- 2000年 - 瀧口麻衣、日本テレビアナウンサー
- 2002年 - フェリックス、デンマークの王族
- 2005年 - 石橋颯、アイドル（HKT48）
- 2006年 - 杉山歩南、アイドル（元SKE48）
- 2007年 - 長谷川夢叶、サッカー選手
- 2008年 - 関沢みひろ、子役、タレント
- 2013年 - ジョージ・オブ・ウェールズ王子、イギリスの王族
- 生年不詳 - 盛田千文、女優、声優
- 生年不詳 - 神木祐希、歌手、声優
- 生年不詳 - 関千里、作家、漫画原作者

## 忌日
- 708年（和銅元年7月1日） - 伊福吉部徳足比売、采女
- 1461年 - シャルル7世、フランス国王（* 1403年）
- 1645年 - ガスパール・デ・グスマン、第3代オリバーレス伯爵、スペイン首席大臣（* 1587年）
- 1676年 - クレメンス10世、第239代ローマ教皇（* 1590年）
- 1683年（延宝7年5月6日） - 徳川徳松、徳川綱吉の長男（* 1679年）
- 1732年（享保17年6月1日） - 林鳳岡、儒学者（* 1645年）
- 1743年（寛保3年6月2日） - 尾形乾山、絵師、陶芸家（* 1663年）
- 1802年 - マリー・フランソワ・クサヴィエ・ビシャ、解剖学者、生理学者（* 1771年）
- 1803年 - ドメニコ・コルヴィ、画家（* 1721年）
- 1809年 - ジャン・セネビエ、植物生理学者（* 1742年）
- 1813年 - ジョージ・ショー、植物学者、動物学者（* 1751年）
- 1819年 - セバールド・ユスティヌス・ブルグマンス、植物学者、医師（* 1763年）
- 1823年 - ウィリアム・バートラム、博物学者（* 1739年）
- 1826年 - ジュゼッペ・ピアッツィ、天文学者（* 1746年）
- 1832年 - ナポレオン2世、ローマ王、ライヒシュタット公（* 1811年）
- 1850年 - ヴィセンテ・ロペス・ポルターニャ、画家（* 1772年）
- 1869年 - ジョン・ローブリング、土木技術者（* 1806年）
- 1870年 - ヨーゼフ・シュトラウス、作曲家（* 1827年）
- 1895年 - ルドルフ・フォン・グナイスト、国際法学者（* 1816年）
- 1908年 - ウィリアム・ランダル・クリーマー、平和運動家（* 1828年）
- 1914年 - ジョージ・クラム、料理人、ポテトチップス発明者（* 1824年）
- 1915年 - サンドフォード・フレミング、土木技師、電信工学者、世界標準時提案者（* 1827年）
- 1922年 - 高峰譲吉、化学者（* 1854年）
- 1926年 - フリードリヒ・フォン・ヴィーザー、経済学者（* 1851年）
- 1932年 - レジナルド・フェッセンデン、発明家（* 1866年）
- 1932年 - フローレンツ・ジーグフェルド・ジュニア、舞台演出家、プロデューサー（* 1867年）
- 1934年 - ジョン・デリンジャー、ギャング（* 1903年）
- 1935年 - 鯨井恒太郎、電気工学者（* 1884年）
- 1943年 - 中田武雄、野球選手（* 1915年）
- 1950年 - 笑福亭松鶴 (5代目)、落語家（* 1884年）
- 1958年 - ミハイル・ゾーシチェンコ、小説家（* 1895年）
- 1961年 - 森律子、女優（* 1890年）
- 1967年 - カール・サンドバーグ、詩人（* 1878年）
- 1979年 - 日達、日蓮正宗僧侶、大石寺第66代法主（* 1902年）
- 1979年 - シャーンドル・コチシュ、サッカー選手（* 1929年）
- 1980年 - フレッド・カップス、マジシャン（* 1926年）
- 1982年 - ロイド・ウェイナー、野球選手（* 1906年）
- 1982年 - ソニー・スティット、ミュージシャン（* 1924年）
- 1987年 - 渡辺芳夫、政治家、元新潟県栃尾市（現長岡市）長（* 1908年）
- 1990年 - マヌエル・プイグ、作家（* 1932年）
- 1990年 - 宮崎和命、俳優（* 1936年）
- 1995年 - 小林孝三郎、実業家、コーセー創業者（* 1897年）
- 1996年 - ロブ・コリンズ、ミュージシャン（ザ・シャーラタンズ）（* 1963年）
- 1998年 - ヘルマン・プライ、バリトン歌手（* 1929年）
- 2000年 - クロード・ソーテ、映画監督（* 1924年）
- 2000年 - 真木洋子、女優（* 1948年）
- 2002年 - 草柳大蔵、評論家・ノンフィクション作家（* 1924年）
- 2002年 - 本庄正則、実業家、伊藤園創業者（* 1934年）
- 2002年 - ランディ・タイラー、プロレスラー（* 1951年）
- 2003年 - 鈴木明、ノンフィクション作家、ジャーナリスト（* 1925年）
- 2003年 - ウダイ・サッダーム・フセイン、イラク大統領の長男（* 1964年）
- 2003年 - クサイ・サッダーム・フセイン、イラク大統領の次男（* 1966年）
- 2004年 - 加藤卓二、政治家（* 1926年）
- 2004年 - 星セント、漫才師（* 1948年）
- 2005年 - 杉浦日向子、漫画家、江戸風俗研究家、エッセイスト（* 1958年）
- 2007年 - ジャン・スタブリンスキ、自転車競技選手（* 1932年）
- 2007年 - ラズロ・コヴァックス、撮影監督（* 1933年）
- 2007年 - ウルリッヒ・ミューエ、俳優（* 1953年）
- 2008年 - エステル・ゲティ、女優（* 1923年）
- 2008年 - ジョー・ベック、ジャズギタリスト（* 1945年）
- 2009年 - 高久進、脚本家（* 1933年）
- 2009年 - マーク・ルデック、ボクサー（* 1962年）
- 2009年 - アベフトシ、ギタリスト（* 1966年）
- 2010年 - 川野重任、農業経済学者（* 1911年）
- 2010年 - フィリップ・ウォーカー、ギタリスト、歌手（* 1937年）
- 2011年 - 天城勲、文部官僚（* 1915年）
- 2011年 - 上田公子、翻訳家（* 1930年）
- 2012年 - ジョージ・ミラー、心理学者（* 1920年）
- 2012年 - 丁関根、政治家（* 1929年）
- 2013年 - デニス・ファリーナ、俳優（* 1944年）
- 2013年 - アリ・マオ・マーラン、世界最後の自然感染による天然痘患者（* 1954年）
- 2015年 - 佐々木襄、声楽家、歌手（元ロイヤルナイツ）（* 1937年）
- 2016年 - 伊坂重孝、実業家、元札幌テレビ放送社長（* 1923年）
- 2016年 - 大倉修吾、ラジオパーソナリティ（* 1941年）
- 2017年 - 根岸重治、検察官、弁護士、元東京高等検察庁検事長、元最高裁判所判事（* 1928年）
- 2017年 - 山本祐司、ジャーナリスト（* 1936年）
- 2017年 - 池間誠、経済学者、一橋大学名誉教授（* 1941年）
- 2017年 - 大森千明、ジャーナリスト、元ジェイ・キャスト社長（* 1947年）
- 2017年 - エルンスト・オッテンザマー、クラリネット奏者（* 1955年）
- 2017年 - こむそう、漫画家（* 生年不詳）
- 2018年 - 都千代、スーパーセンテナリアン（* 1901年）
- 2018年 - 及川順郎、政治家（* 1937年）
- 2019年 - 勝田吉太郎、政治学者、京都大学名誉教授、元奈良県立商科大学学長、元鈴鹿国際大学学長（* 1928年）
- 2019年 - 李鵬、政治家、元中華人民共和国国務院総理（* 1928年）
- 2019年 - アート・ネヴィル、シンガーソングライター、キーボーディスト（* 1937年）
- 2020年 - 三浦守、実業家、元東急百貨店社長（* 1924年）
- 2021年 - ジャン＝ピエール・ジョッソー、レーシングドライバー、1978年・1980年ル・マン24時間レース優勝者（* 1937年）
- 2021年 - 那須正幹、児童文学作家、小説家（* 1942年）
- 2021年 - 渡辺善太郎、音楽家、音楽プロデューサー（* 1963年）
- 2022年 - 村上豊、画家（* 1936年）
- 2022年 - 本田良一、政治家（* 1940年）
- 2022年 - カルラ・カッソーラ、女優、声優、作曲家（* 1947年）
- 2022年 - ステファン・ゾルテス、指揮者（* 1949年）
- 2022年 - 37代木村庄之助、大相撲立行司（* 1950年）
- 2022年 - ドワイト・スミス、プロ野球選手（* 1963年）
- 2022年 - 大熊謙一、作曲家、編曲家（* 1966年）
- 2024年 - ジョン・メイオール、ミュージシャン（* 1933年）
- 2024年 - サンドラ・B・ローゼンタール、哲学者（* 1936年）
- 2024年 - キャロリン・シューラー、競泳選手、1960年ローマ五輪金メダリスト（* 1943年）
- 2024年 - 坂田信弘、プロゴルファー、漫画原作者（* 1947年）
- 2025年 - 上條恒彦、歌手、俳優（* 1940年）
- 2025年 - オジー・オズボーン、ヘヴィメタル・ミュージシャン、シンガーソングライター（* 1948年）
- 2025年 - チャック・マンジョーネ、ジャズ・ミュージシャン（* 1940年）

## 記念日・年中行事

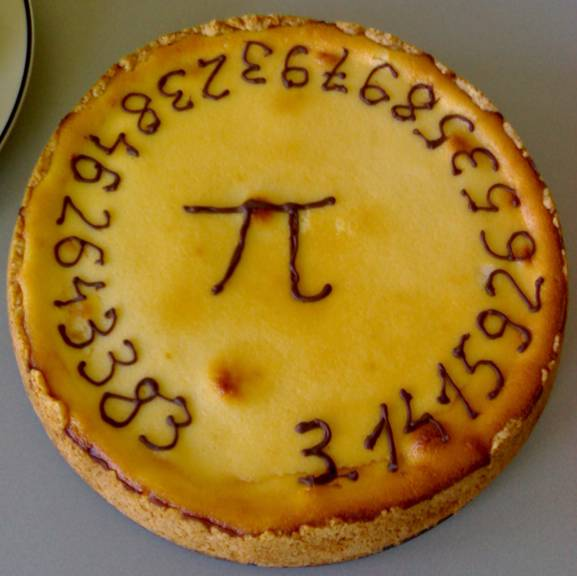
円周率近似値の日

- 大暑（ 日本）
二十四節気の1つ。太陽の黄経が120度に達した時で、夏の暑さが最も厳しい時期に当たる。日本では、2020年代から2040年代まで、年を4で割った余りが0（閏年）または1の年に、この日が大暑となる。
- 円周率近似値の日
円周率の近似値が22/7であることから。
- 革命記念日（ ガンビア）
1994年のこの日、ヤヒヤ・ジャメ中尉による無血軍事クーデターが発生し、長期政権となっていたダウダ・ジャワラ大統領が退陣・亡命したことを記念。
- 下駄の日（ 日本）
全国木製はきもの業組合連合会が、下駄の良さを見直してもらおうと制定。「七寸七分」など下駄の寸法を表すのに7がよく使われることと、雪道を下駄で歩くと漢字の二の字に似た跡が見えることから[12]。
- ナッツの日（ 日本）
日本ナッツ協会が制定。「ナ（7）ッ（2）ツ（2）」の語呂合わせ。
- 著作権制度の日（ 日本）
1899年のこの日、日本で（旧）著作権法が制定されたことを記念[13]。
- ONE PIECEの日（ 日本）
少年漫画『ONE PIECE』を連載する「週刊少年ジャンプ」の発行元の株式会社集英社が制定。日付は、1997年のこの日に同誌に連載が開始されたことにちなみ、連載20周年を記念して2017年に制定された[14][15]。
- ディスコの日( 日本)
1978年のこの日に、映画『サタデー・ナイト・フィーバー』が日本で公開されたことに由来して、DJ OSSHYが制定[16]。